# Johanne Schmidt-Nielsen
Johanne Schmidt-Nielsen (Odense, Dinamarca, 22 de febrer de 1984) és una política danesa. Afiliada a l'Aliança Roja-Verda (en danès: Enhedslisten) és membre del Parlament de Dinamarca (en danès: Folketinget) d'ençà el 2007, essent aleshores un dels parlamentaris més joves elegits a Dinamarca. El seu activisme social i la seva prominència al si del partit ha fet que la premsa del país l'hagi batejada "nova reina de l'Aliança Roja-Verda".